# أولاد بوحمارة (أولاد علي بولعوان)
أولاد بوحمارة هو دُوَّار يقع بجماعة بولعوان، إقليم الجديدة، جهة الدار البيضاء سطات في المملكة المغربية. ينتمي الدوّار لمشيخة أولاد علي بولعوان التي تضم 21 دوار. يقدر عدد سكانه بـ 446 نسمة حسب الإحصاء الرسمي للسكان والسكنى لسنة 2004.

## روابط خارجية
- البوابة الوطنية للجماعات الترابية
- المندوبية السامية للتخطيط